# Mathis (azienda)
La Mathis era una casa automobilistica francese attiva dal 1910 al 1950.

## Storia
Il fondatore, Émile Mathis, era inizialmente un concessionario di vetture dell'epoca e trattava principalmente vetture Fiat e Panhard & Levassor. La sua sede era ubicata a Strasburgo.
Cominciò ben presto ad interessarsi alla produzione di vetture, tanto da commissionare ad un giovane Ettore Bugatti la realizzazione di una vettura, che poi verrà venduta con il nome di Hermes.
L'avventura come produttore di automobili cominciò però, quando fu lanciata la prima vera vettura con marchio Mathis, ossia la Mathis Type 1-B.
Il vero successo arrivò però subito prima della prima guerra mondiale, quando la Casa francese lanciò i modelli Baby e Babylette, che andarono a porsi in concorrenza con le Peugeot di fascia bassa dell'epoca.
Dopo la guerra, la Casa francese ebbe modo di crescere: la produzione e le vendite salirono e la Casa di Strasburgo si ritrovò ad essere il quarto costruttore francese. La produzione era in gran parte incentrata su vetture di fascia bassa o medio-bassa, vetture che potevano essere alla portata di una fascia più ampia di clientela. Ciò costituì la base del suo successo negli anni venti, anni in cui furono lanciati modelli come la SB e la P, rispettivamente da 1.1 e 0.7 litri.

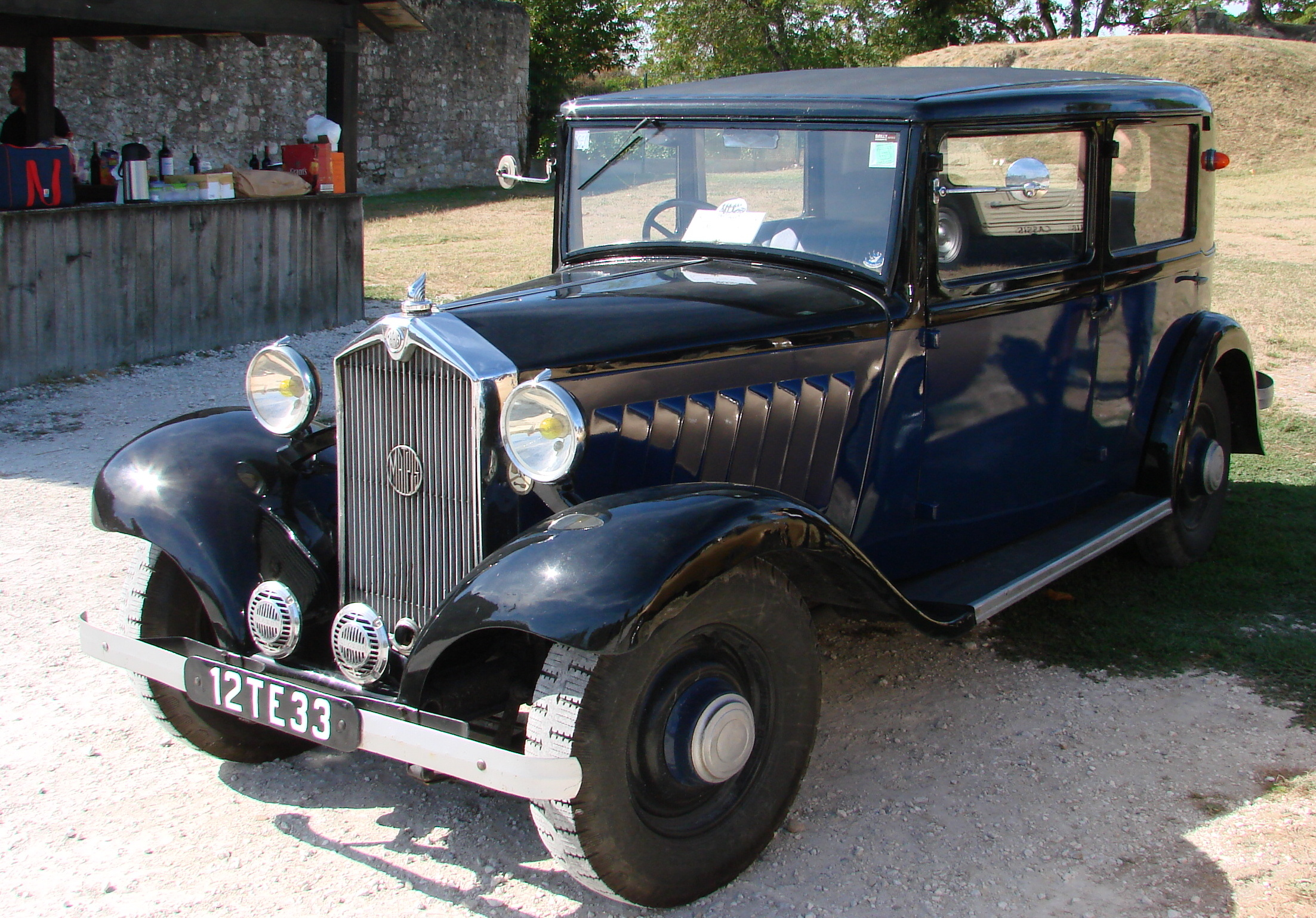
Una Mathis Emy 4 S

Vi fu anche un tentativo, fallito, di far importare le vetture negli Stati Uniti.
La produzione andò comunque avanti a gonfie vele anche nella seconda metà del decennio, e in parte fino all'inizio degli anni trenta, che videro il lancio di una vettura più moderna, la Emy4. Ma nel frattempo, la Casa cominciò a declinare, complice anche il periodo di crisi nera dovuto alla Grande depressione.
La Mathis trovò nuova aria da respirare nella possibilità di fondersi con la Ford francese: da questa unione, nel 1935 nacque la Matford. Nello stesso anno, lo stabilimento di Strasburgo chiuse i battenti e ne fu aperto uno nuovo, per la Matford, nelle immediate vicinanze, sempre a Strasburgo. L'avventura della Matford durò pochi anni e dopo la seconda guerra mondiale, Émile Mathis ritornò al vecchio stabilimento per tornare ad occuparsi di vetture in proprio.
Furono realizzati un paio di prototipi, uno per una vettura di fascia medio-bassa ed uno per una vettura di fascia alta, ma rimasero solo prototipi. Fu così che la Casa francese spostò il suo campo di interesse verso i motori per aerei leggeri.
Nel 1950 la Casa chiuse definitivamente i battenti.